# Miombogärdsmygssångare
Miombogärdsmygssångare (Calamonastes undosus) är en fågel i familjen cistikolor inom ordningen tättingar.

## Utbredning och systematik
Miombogärdsmygssångare delas in i fyra underarter med följande utbredning:
- C. u. undosus – Republiken Kongo till västra Demokratiska republiken Kongo, norra Angola och nordvästra Zambia
- C. u. katangae – sydöstra Demokratiska republiken Kongo (Katanga) och norra Zambia
- C. u. huilae – västcentrala Angola
- C. u. undosus – Kenya till Rwanda och Tanzania

Zambezigärdsmygssångare behandlas ibland som en del av miombogärdsmygssångare.

### Familjetillhörighet
Cistikolorna behandlades tidigare som en del av den stora familjen sångare (Sylviidae). Genetiska studier har dock visat att sångarna inte är varandras närmaste släktingar. Istället är de en del av en klad som även omfattar timalior, lärkor, bulbyler, stjärtmesar och svalor. Idag delas därför Sylviidae upp i ett antal familjer, däribland Cisticolidae. 

## Status
Arten har ett stort utbredningsområde och beståndet anses stabilt. Internationella naturvårdsunionen IUCN listar den därför som livskraftig (LC).

## Namn

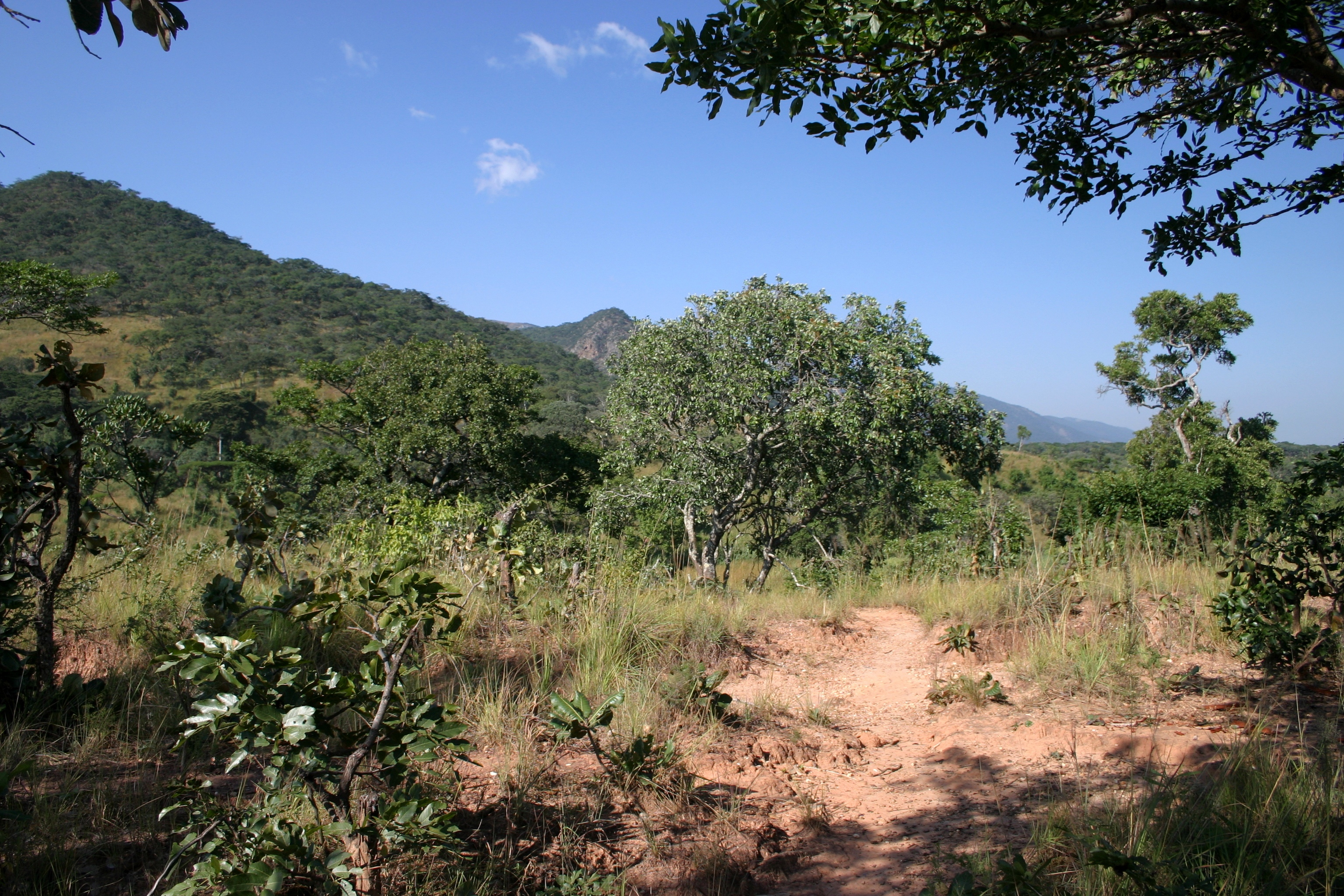
Fågeln är uppkallad efter skogstypen miombo där den förekommer.

Miombo är swahili för trädsläktet Brachystegia som omfattar ett stort antal arter, vilka bildar en öppen skog eller ett savannlandskap i södra Centralafrika. Miombo är också en beteckning för denna vegetationstyp som dominerar inom stora delar av området.